# Io ci sarò (Fiordaliso)
Io ci sarò è un album della cantante italiana Fiordaliso, pubblicato nella primavera del 1992 e prodotto da Fio Zanotti e Franco Ciani.
Dal disco viene tratto il singolo Dimmelo tu perché/Fantasma, che viene presentato in alcune tappe del Cantagiro e del Festivalbar.
I testi degli otto brani sono firmati da Franco Ciani, mentre le musiche sono di Fio Zanotti, tranne quelle dei brani Cosa mai farò e Questa vita cosa vuole da me, di Roby Facchinetti e Fantasma composto da Gianni Togni. Gli arrangiamenti sono di Fio Zanotti. 

## Tracce
1. Dimmelo tu perché
2. Questa vita cosa vuole da me
3. Sola
4. Fantasma
5. Io ci sarò
6. Cosa mai farò
7. Sotto il cielo di Roma
8. Un treno per l'inferno

## Formazione
- Fiordaliso – voce
- Charlie Cinelli – basso
- Lele Melotti – batteria
- Fio Zanotti – tastiera, pianoforte, percussioni
- Pietro La Pietra – chitarra
- Rilly – tastiera, programmazione
- Paolo Barbieri – sax
- Lalla Francia, Marina Balestrieri, Paola Folli, Moreno Ferrara, Silvio Pozzoli – cori